# Thyene triangula
Thyene triangula är en spindelart som beskrevs av Xie L., Peng X. 1995. Thyene triangula ingår i släktet Thyene och familjen hoppspindlar. Inga underarter finns listade i Catalogue of Life.